# Mistrzostwa Rumunii w rugby union (1921)
Mistrzostwa Rumunii w rugby union 1921 – szóste mistrzostwa Rumunii w rugby union. Zwyciężyła w nich po raz czwarty w historii drużyna TCR București.
Niektóre z wyników meczów:
- Sportul Studențesc - Stadiul Român 3:0
- SSEF - TCR 3:3
- SSEF - Stadiul Român 7:3
- Sportul Studențesc - TCR 0:0
- SSEF - Sportul Studențesc 6:0